# محافظة يابرة
محافظة يابرة أو إيفورا (بالبرتغالية: Distrito de Évora‏) محافظة تقع جنوب شرق البرتغال. تبلغ مساحة المحافظة 7.393 كم2، وهي بذلك ثاني أكبر محافظة برتغالية من حيث المساحة. يبلغ عدد سكان المحافظة 170.535 نسمة (2006).